# اژدرماریان
اژدرماریان یا بوآاییان (Boinae) یک زیرخانواده از خانوادهٔ اژدرماران یا مارهای بوآ است که در آمریکای مرکزی و جنوبی و همچنین هند غربی یافت می‌شوند. در حال حاضر، ۶ سرده از آن‌ها شناسایی شده‌است.

## سرده‌ها
| ۶ سردهٔ زیرخانوادهٔ بوآ |                     |              |                    |                         | |
| سرده                  | نویسندهٔ تاکسون      | تعداد گونه‌ها | تعداد زیرگونه‌ها ** | نام عامیانه             | محدوده جغرافیایی |
| سرده بوآ              | لینه، ۱۷۵۸          | ۴            | ۹                  | بوآی کانستریکتور        | مکزیک، آمریکای مرکزی و آمریکای جنوبی |
| Chilabothrus          | دومریل و بیبرون۱۸۴۴ | ۱۳           |                    | بوآهای آنتیل بزرگ       | هند غربی |
| کورالوس               | داودین، ۱۸۰۳        | ۹            | ۲                  | بوآهای درختی نو استوایی | آمریکای مرکزی، آمریکای جنوبی و هند غربی: در آمریکای مرکزی در هندوراس، گواتمالای شرقی تا نیکاراگوئه، کاستاریکا و پاناما. محدوده در آمریکای جنوبی شامل کلمبیا، اکوادور و همچنین حوزه آمازون تاپرو و شمال بولیوی و برزیل تا ونزوئلا، جزیره مارگاریتا، ترینیداد، توباگو، گویان، سورینام و گویان فرانسه است. در هند غربی، در سنت وینسنت، گرنادین‌ها (جزیره بیکیا، ایل کواتر، بالیسو، موستیک، کانوان، ماریئو، جزیره یونیون، پتی مارتینیک و کاریاکو)، گرانادا، و جزایر بادگیر (آنتیل کوچک) یافت می‌شود. |
| Epicrates             | واگلر، ۱۸۳۰         | ۵            |                    | بوآهای رنگین‌کمان        | آمریکای مرکزی و آمریکای جنوبی تا جنوب آرژانتین |
| آناکونداها            | واگلر، ۱۸۳۰         | ۴            | ۱                  | آناکونداها              | نواحی گرمسیری آمریکای جنوبی از کلمبیا و ونزوئلا به‌سوی جنوب تا آرژانتین |
| † تیتانوبوآ           | هد و همکاران، ۲۰۰۹  | ۱            | ۰                  | ندارد                   | فسیل ۲۸ فرد از یک گونه، در سازند سرخون در کلمبیا یافت شد که قدمت آن به دوره پالئوسن دوره پالئوژن، ۶۰–۵۸ Mya بازمی‌گردد. |

* سرده نماد
بدون احتساب زیرگونهٔ نمادین

## طبقه‌بندی
سرده‌های Acrantophis و Sanzinia به اشتباه توسط Kluge در سال ۱۹۹۱ با سردهٔ بوآ مترادف شدند. آن‌ها اکنون به زیرخانوادهٔ احیاشدهٔ Sanziniinae منتقل شده‌اند. سردهٔ Candoia به‌طور مشابه به زیرخانوادهٔ خود، Candoiinae منتقل شده‌است.